# Texasdeutsch
Il Texasdeutsch ("tedesco del Texas") è una variante della lingua tedesca parlata nel Texas.

## Storia
A metà del XIX secolo un gruppo di circa un migliaio di persone provenienti dalla Germania si insediò nella regione collinare del Texas (Texas Hill Country region), dove fondò le cittadine di New Braunfels, Fredericksburg, Boerne, Sisterdale e Comfort. La comunità continuò ad usare il tedesco nella vita familiare, ma cominciò ben presto a rendersi necessario anche l'uso della lingua inglese per le relazioni con le istituzioni locali.
Nella prima metà del XX secolo, soprattutto durante la prima e la seconda guerra mondiale, le autorità cominciarono a diffidare della comunità tedesca, sospettandola di possibile connivenza con il nemico. Per sottrarsi a questi sospetti, gran parte della comunità abbandonò l'uso della lingua nativa in favore dell'inglese. Oggi il Texasdeutsch è quasi estinto, parlato ormai solo da alcune persone anziane. Hans Boas dell'Università del Texas ha raccolto e studiato il patrimonio linguistico del Texasdeutsch, continuando così le ricerche che Glenn Gilbet effettuò negli anni sessanta.
Il Texasdeutsch è abbastanza comprensibile a chi parla il tedesco continentale. La maggiore particolarità è la presenza di numerosi prestiti dall'inglese, specialmente unità di misura e termini legali; sono inoltre presenti anche neologismi tedeschi creati localmente per sopperire a lacune della lingua originaria (per esempio per indicare invenzioni apparse dalla fine del XIX secolo in poi). Un'altra particolarità è la presenza di espressioni miste anglo-tedesche, come Das war pretty okay! oppure die greene Tickets.

## Paragone col tedesco e con l'inglese
| Tedesco del Texas | Traduzione letterale | tedesco      | inglese  | italiano  |
| ----------------- | -------------------- | ------------ | -------- | --------- |
| Stinkkatze        | gatto puzzolente     | Stinktier    | skunk    | moffetta  |
| Luftschiff        | nave dell'aria       | Flugzeug     | airplane | aeroplano |
| County            | contea               | Kreis        | county   | contea    |
| Scheriff          | sceriffo             | Wachtmeister | sheriff  | sceriffo  |
| Blanket           | coperta              | Decke        | blanket  | coperta   |